# Anytime You Need
Chansons représentant l'Arménie au Concours Eurovision de la chanson
Without Your Love
(2006) Qélé, Qélé
(2008)
Anytime You Need (en français Chaque fois que vous avez besoin) est la chanson représentant l'Arménie au Concours Eurovision de la chanson 2007. Elle est interprétée par Hayko.

## Eurovision
Il s'agit de la deuxième participation de l'Arménie au Concours Eurovision de la chanson. Comme l'Arménie a terminé dans le top dix au Concours Eurovision de la chanson 2006, la chanson est automatiquement qualifiée pour la finale.
La chanson est sélectionnée à l'issue d'un télévote de deux tours qu'elle remporte. Il s'agit de la première chanson en arménien présentée au Concours.
La chanson est la vingt-troisième et avant-dernière de la soirée, suivant Shake It Up Şekerim interprétée par Kenan Doğulu pour la Turquie et précédant Fight interprétée par Natalia Barbu pour la Moldavie.
La performance met en vedette Hayko debout au centre de la scène devant un arbre artificiel. Il y a deux choristes.
À la fin des votes, elle obtient 138 points et finit à la 8e place sur vingt-quatre participants, la même place qu'en 2006.

### Points attribués à l'Arménie
| 12 points                                   | 10 points                                                    | 8 points                      | 7 points               | 6 points |
| ------------------------------------------- | ------------------------------------------------------------ | ----------------------------- | ---------------------- | -------- |
| - Géorgie - Turquie                         | - Belgique - Tchéquie - France - Pologne - Russie - Pays-Bas | - Bulgarie - Chypre - Espagne |                        | - Grèce  |
| 5 points                                    | 4 points                                                     | 3 points                      | 2 points               | 1 point  |
| - Autriche - Biélorussie - Israël - Ukraine |                                                              |                               | - Allemagne - Moldavie |          |